# Sammontana (equip ciclista 1973-1974)

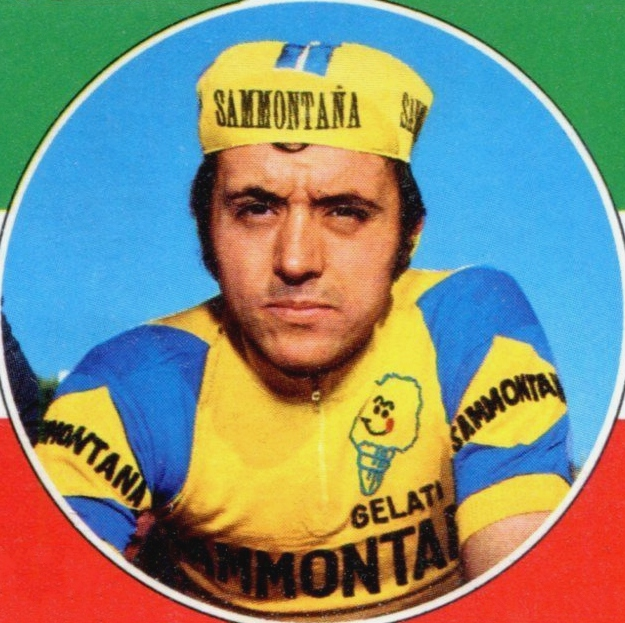
Walter Riccomi

L'equip Sammontana va ser un equip ciclista italià, de ciclisme en ruta que va competir de 1973 a 1974.
No s'ha de confondre amb l'altre equip Sammontana, que va competir entre 1981 i 1986.

## Principals resultats
- Giro d'Emilia: Franco Bitossi (1973)
- Coppa Sabatini: Mauro Simonetti (1973), Wilmo Francioni (1974)
- Giro del Vèneto: Franco Bitossi (1973)
- Giro de la Pulla: Fabrizio Fabbri (1974)
- Gran Premi de la Indústria i el Comerç de Prato: Fabrizio Fabbri (1974)
- A través de Lausana: Giuseppe Perletto (1974)

### A les grans voltes
- Giro d'Itàlia
  - 2 participacions (1973, 1974)
  - 1 victòries d'etapa:
    - 1 el 1974: Giuseppe Perletto

  - 0 classificació finals:
  - 0 Classificacions secundàries:

- Tour de França
  - 0 participacions

- Volta a Espanya
  - 0 participacions